# Scuola Grande di Santa Maria della Misericordia

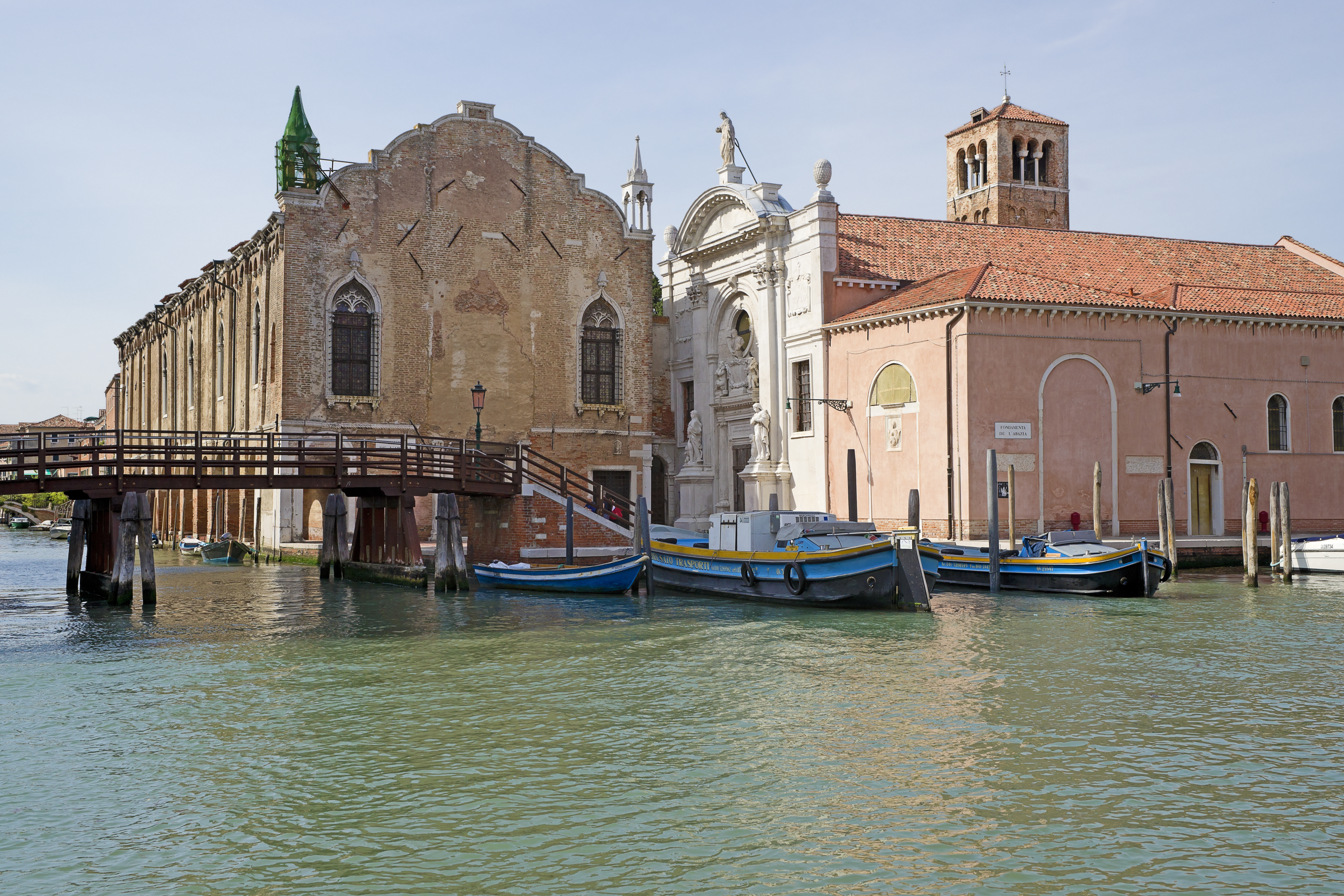
Chiesa dell'Abbazia della Misericordia e la Scuola vecchia di Santa Maria della Misericordia

La Scuola Grande di Santa Maria della Misericordia (o di Santa Maria di Valverde) fu una scuola (confraternita) di Battuti di Venezia attiva dal 1308 al 1806. La sua storia è collegata a quella della Chiesa dell'Abbazia della Misericordia, nei pressi della quale eresse nel tempo due sedi tuttora conservate e note come Scuola vecchia di Santa Maria della Misericordia e Scuola nuova di Santa Maria della Misericordia.

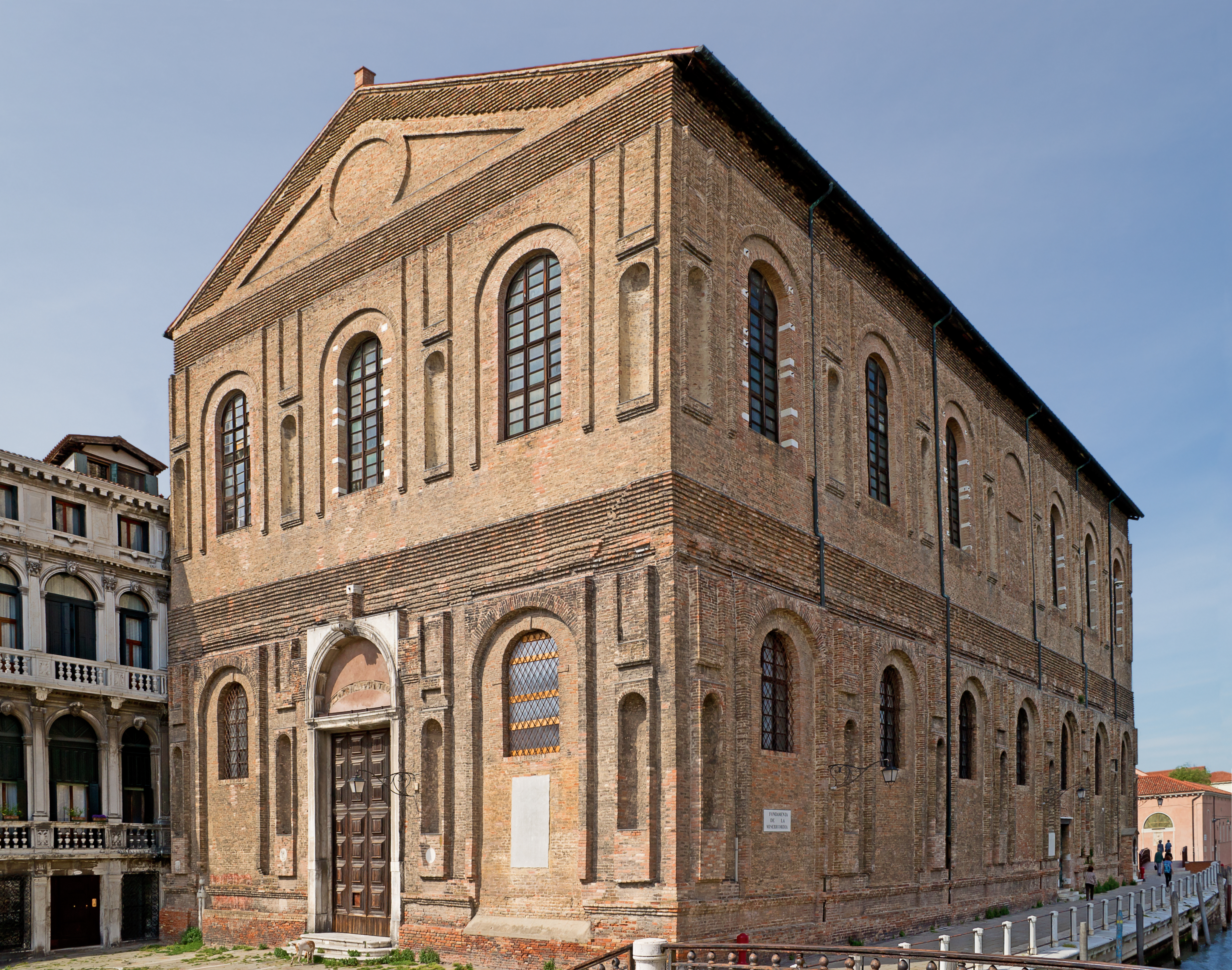
Scuola nuova della Misericordia
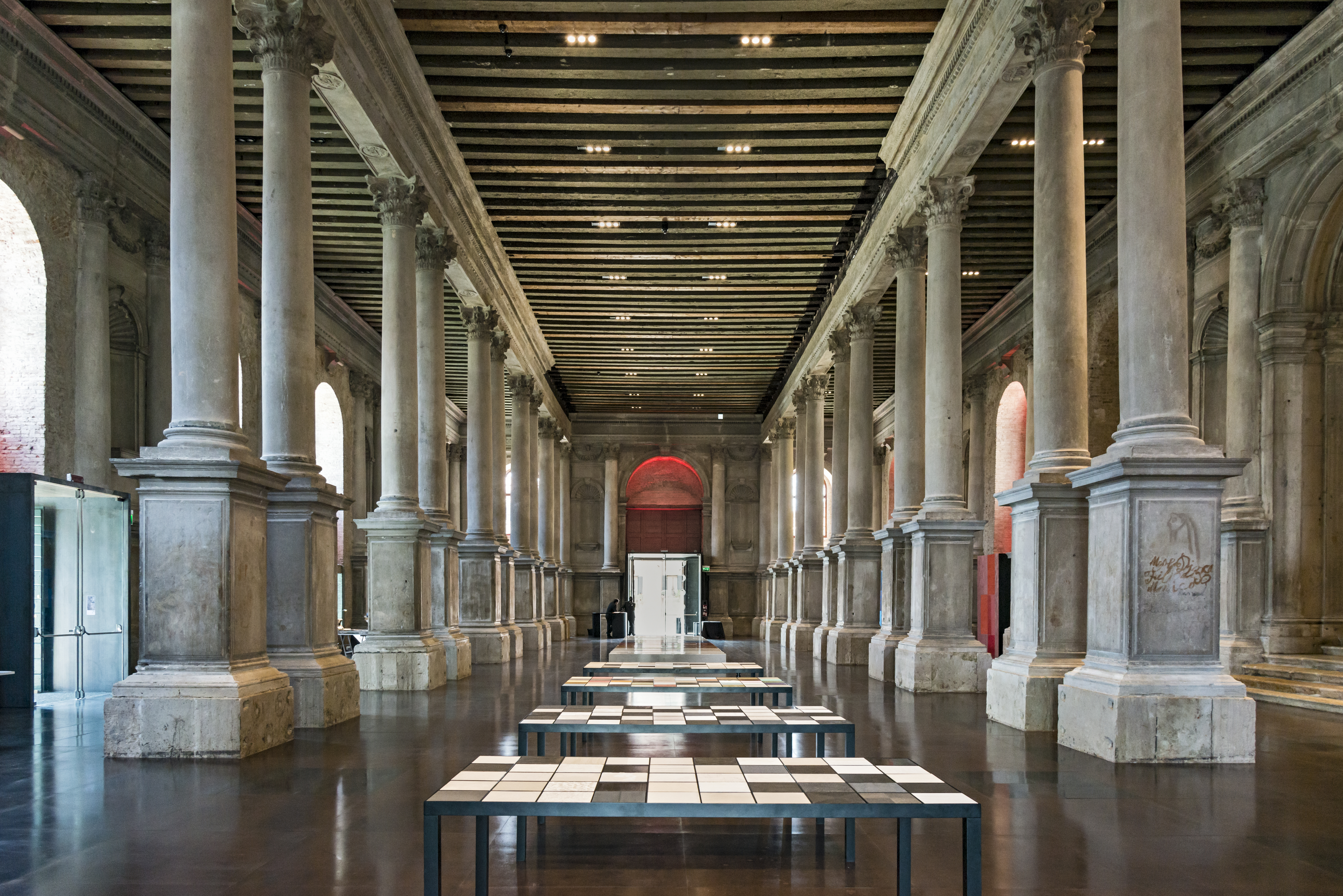
Lo showroom al piano terra.
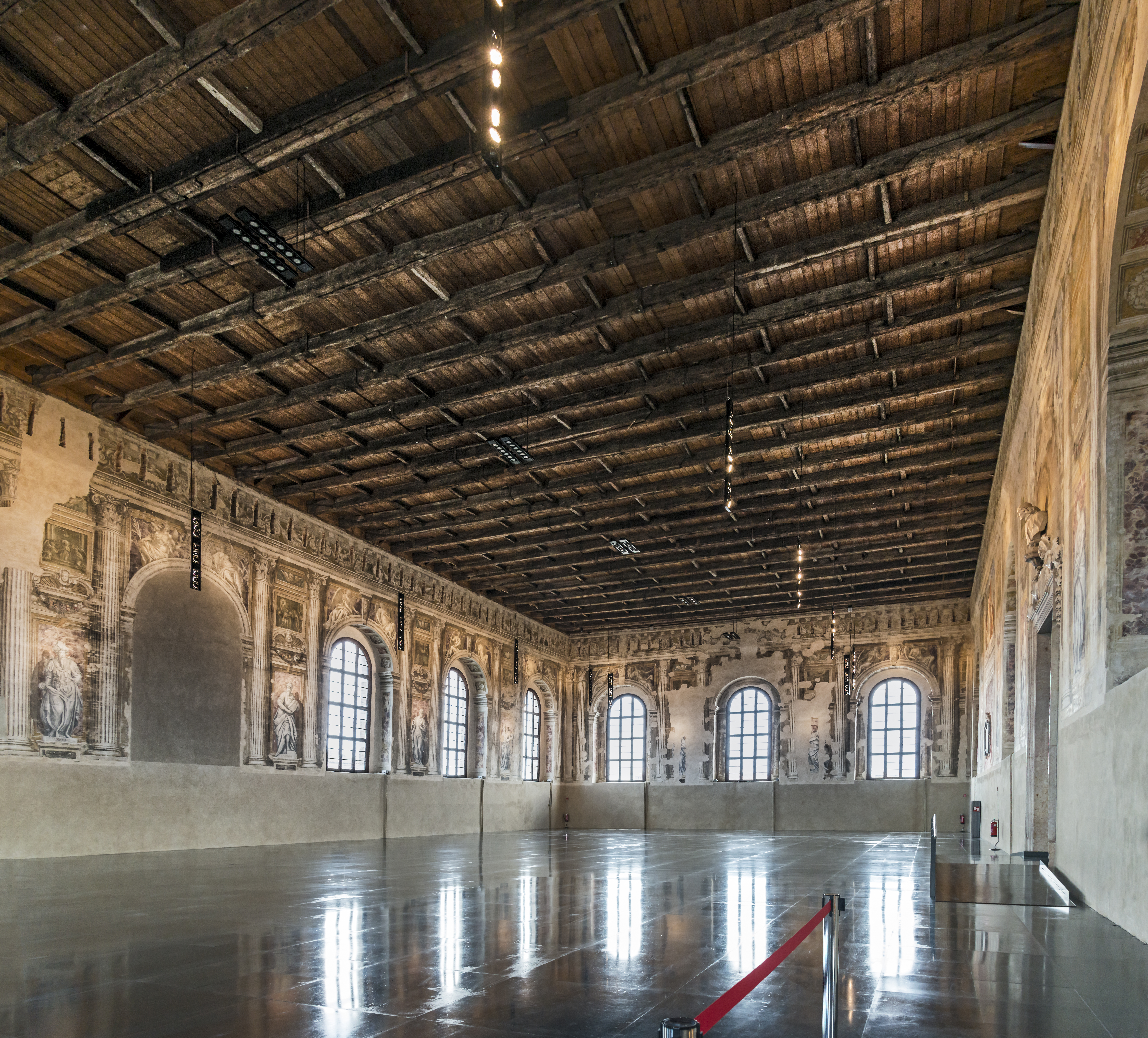
Sala da concerto al 1 ° piano.